# La Muela-Cabo Tiñoso
La Muela-Cabo Tiñoso este o arie protejată (arie de protecție specială avifaunistică — SPA) din Spania întinsă pe o suprafață de 10.938,43 ha, integral pe uscat.

## Localizare
Centrul sitului La Muela-Cabo Tiñoso este situat la coordonatele 37°35′54″N 1°07′44″W / 37.5983°N 1.1289°V.

## Înființare
Situl La Muela-Cabo Tiñoso a fost declarat arie de protecție specială avifaunistică în martie 2001 pentru a proteja 34 de specii de animale.

## Biodiversitate
Situată în ecoregiunea mediteraneană, aria protejată conține 15 habitate naturale: Stepe sărăturate mediteraneene (Limonietalia), Faleze cu vegetație de Limonium spp. endemic de pe coastele mediteraneene, Matorral arborescenți cu Zyziphus, Tufărișuri termo-mediteraneene și de pre-deșert, Vegetație anuală la limita mareei, Pajiști umede mediteraneene cu ierburi înalte de Molinio-Holoschoenion, Râuri mediteraneene cu debit permanent și vegetație de Glaucium flavum, Pante stâncoase calcaroase cu vegetație casmofită, Păduri de Quercus ilex și Quercus rotundifolia, Păduri de Tetraclinis articulata, Pseudostepă cu ierburi și specii anuale de Thero-Brachypodietea, Tufărișuri halo-nitrofile (Pegano-Salsoletea), Pajiști carstice calcaroase sau bazofile, de Alysso-Sedion albi, Galerii și tufărișuri riverane sudice (Nerio-Tamaricetea și Securinegion tinctoriae), Matorral arborescenți cu Juniperus spp..
La baza desemnării sitului se află mai multe specii protejate:
- păsări (31): fluierar de munte (Actitis hypoleucos), acvilă de munte (Aquila chrysaetos), pietruș (Arenaria interpres), buha (Bubo bubo), Bucanetes githagineus, pasărea ogorului (Burhinus oedicnemus), ciocârlie-cu-degete-scurte (Calandrella brachydactyla), Calidris alba, Calonectris diomedea, caprimulg (Caprimulgus europaeus), prundăraș de sărătură (Charadrius alexandrinus), șoim călător (Falco peregrinus), vânturel roșu (Falco tinnunculus), ciocârlan (Galerida cristata), Galerida theklae, scoicar (Haematopus ostralegus), Hieraaetus fasciatus, piciorong (Himantopus himantopus), Hydrobates pelagicus, capîntortură (Jynx torquilla), ciocârlie de bărăgan (Melanocorypha calandra), muscar sur (Muscicapa striata), Oenanthe leucura, Pyrrhocorax pyrrhocorax, chiră de mare (Sterna sandvicensis), turturică (Streptopelia turtur), silvie de tufiș (Sylvia undata), corcodel mic (Tachybaptus ruficollis), fluturașul de stâncă (Tichodroma muraria), pănțărușul (Troglodytes troglodytes), pupăză (Upupa epops)
- mamifere (2): liliacul mare cu potcoavă (Rhinolophus ferrumequinum), liliacul cu potcoavă a lui méhely (Rhinolophus mehelyi)
- reptile (1): Testudo graeca

Pe lângă speciile protejate, pe teritoriul sitului au mai fost identificate 51 de specii de plante, 25 de specii de păsări, 2 specii de amfibieni, 7 specii de mamifere, 10 specii de reptile.